# IWGP Women's Championship
O IWGP Women's Championship (em japonês: IWGP女子王座, Hepburn : IWGP Joshi Ōza) é um campeonato mundial de wrestling profissional feminino pertencente à promoção New Japan Pro-Wrestling (NJPW). O título é defendido exclusivamente em programas promovidos pela NJPW, não apenas no Japão, mas em todo o mundo, com talentos da promoção irmã da NJPW, World Wonder Ring Stardom. A campeã inaugural foi Kairi, enquanto a atual campeã é Syuri, que está em seu primeiro reinado.

## História
Desde que a New Japan Pro-Wrestling (NJPW) foi fundada em 1972, a empresa nunca teve um campeonato feminino. Em 29 de julho de 2022, foi anunciado por Takaaki Kidani, proprietário da World Wonder Ring Stardom e ex-presidente da NJPW por meio da controladora Bushiroad, que o plantel da Stardom competiria pelo primeiro campeonato feminino da NJPW, o IWGP Women's Championship, no evento Historic X-Over, marcado para acontecer em 20 de novembro. O título é gerenciado pelo Comitê Executivo da IWGP.
Em 23 de agosto, na coletiva de imprensa do Historic X-Over, foram anunciadas as datas e locais do torneio inaugural. O torneio contou com sete lutadoras, com quatro lutadoras da Stardom e três lutadoras estrangeiras participando do torneio com as finais ocorrendo em 20 de novembro. Em 27 de agosto, quatro representantes de certos grupos da Stardom decidiram competir nas quatro vagas disponíveis. As representantes foram Giulia (Donna Del Mondo), Mayu Iwatani (Stars), Starlight Kid (Oedo Tai) e Utami Hayashishita (Queen's Quest). As representantes escolheram a si mesmas ou nomearam outro membro do grupo para competir pelo título. Em 20 de novembro, no Historic X-Over, Kairi se tornou a campeã inaugural após derrotar Iwatani na final.

### Torneio inaugural

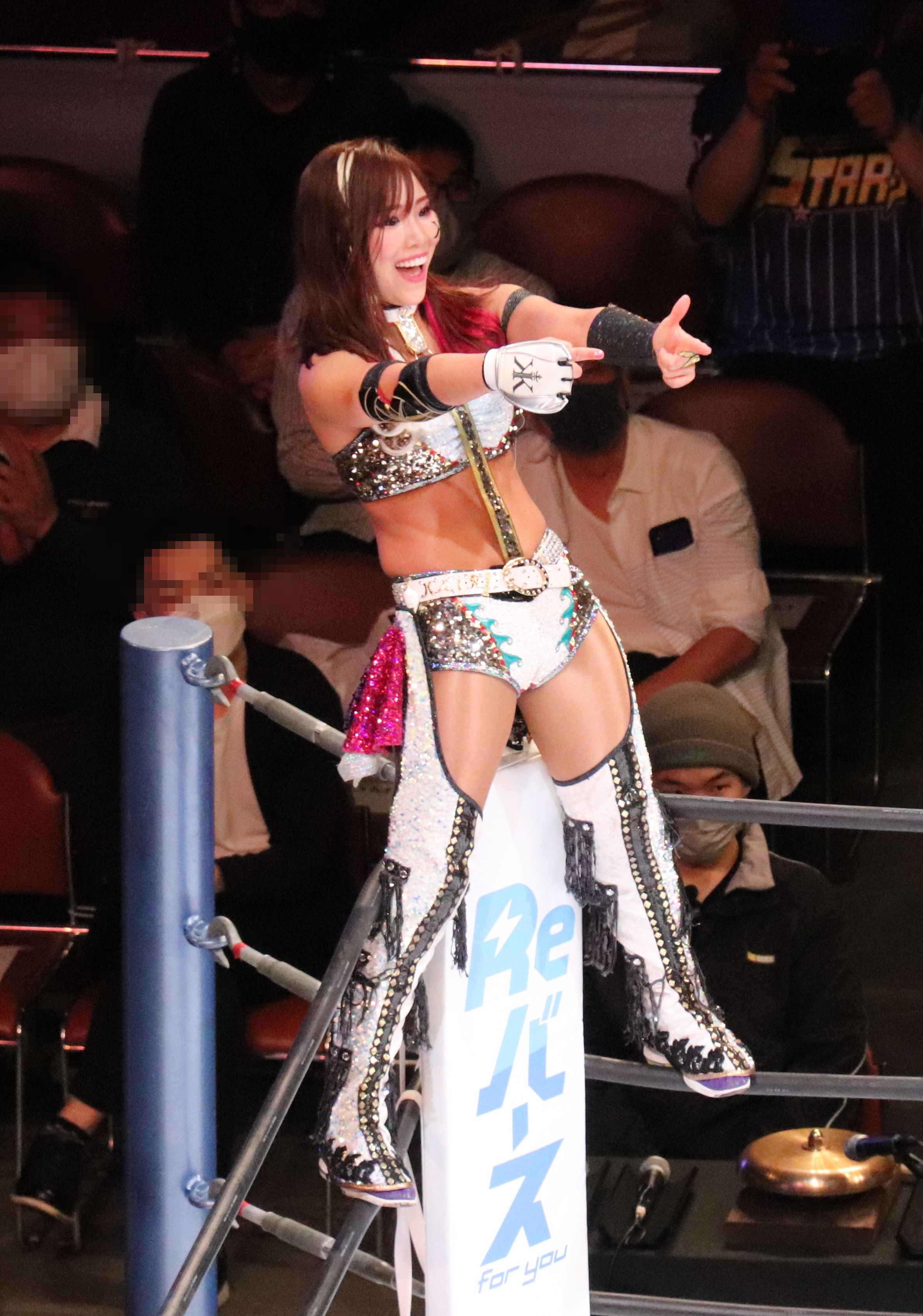
Kairi, a vencedora do torneio inaugural.

|  | 1ª Rodada Royal Quest II (2 de outubro de 2022) IWGP Women's Championship Tournament First Round (22 de outubro de 2022) | 1ª Rodada Royal Quest II (2 de outubro de 2022) IWGP Women's Championship Tournament First Round (22 de outubro de 2022) | 1ª Rodada Royal Quest II (2 de outubro de 2022) IWGP Women's Championship Tournament First Round (22 de outubro de 2022) |                    |              | Semifinais Goddesses of Stardom Tag League 2022 (23 de outubro de 2022) | Semifinais Goddesses of Stardom Tag League 2022 (23 de outubro de 2022) | Semifinais Goddesses of Stardom Tag League 2022 (23 de outubro de 2022) |  |  | Final Historic X-Over (20 de novembro de 2023) | Final Historic X-Over (20 de novembro de 2023) | Final Historic X-Over (20 de novembro de 2023) |  |
|  | | | |                    |              |                                                                         |                                                                         |                                                                         |  |  |                                                |                                                |                                                |  |
|  | 1 | Mayu Iwatani | Pin |                    |              |                                                                         |                                                                         |                                                                         |  |  |                                                |                                                |                                                |  |
|  | 1 | Mayu Iwatani | Pin |                    |              |                                                                         |                                                                         |                                                                         |  |  |                                                |                                                |                                                |  |
|  | 8 | Momo Watanabe | 12:32 |                    |              |                                                                         |                                                                         |                                                                         |  |  |                                                |                                                |                                                |  |
|  | 8 | Momo Watanabe | 12:32 |                    | Mayu Iwatani | Mayu Iwatani                                                            | Pin                                                                     |                                                                         |  |  |                                                |                                                |                                                |  |
|  | | | |                    | Mayu Iwatani | Mayu Iwatani                                                            | Pin                                                                     |                                                                         |  |  |                                                |                                                |                                                |  |
|  | | | Utami Hayashishita | Utami Hayashishita | 14:51        |                                                                         |                                                                         |                                                                         |  |  |                                                |                                                |                                                |  |
|  | 4 | Utami Hayashishita | Utami Hayashishita | Utami Hayashishita | 14:51        | Pin                                                                     |                                                                         |                                                                         |  |  |                                                |                                                |                                                |  |
|  | 4 | Utami Hayashishita | |                    |              |                                                                         |                                                                         |                                                                         |  |  |                                                |                                                |                                                |  |
|  | 5 | Himeka | 11:41 |                    |              |                                                                         |                                                                         |                                                                         |  |  |                                                |                                                |                                                |  |
|  | 5 | Himeka | 11:41 |                    | Mayu Iwatani | Mayu Iwatani                                                            | 25:28                                                                   |                                                                         |  |  |                                                |                                                |                                                |  |
|  | | | |                    |              |                                                                         |                                                                         |                                                                         |  |  |                                                |                                                |                                                |  |
|  | | | Kairi | Kairi              | Pin          |                                                                         |                                                                         |                                                                         |  |  |                                                |                                                |                                                |  |
|  | 2 | Jazzy Gabert | Kairi | Kairi              | Pin          | Pin                                                                     |                                                                         |                                                                         |  |  |                                                |                                                |                                                |  |
|  | 2 | Jazzy Gabert | |                    |              |                                                                         |                                                                         |                                                                         |  |  |                                                |                                                |                                                |  |
|  | 7 | Ava White | 10:34 |                    |              |                                                                         |                                                                         |                                                                         |  |  |                                                |                                                |                                                |  |
|  | 7 | Ava White | 10:34 |                    | Jazzy Gabert | Jazzy Gabert                                                            | 12:24                                                                   |                                                                         |  |  |                                                |                                                |                                                |  |
|  | | | |                    | Jazzy Gabert | Jazzy Gabert                                                            | 12:24                                                                   |                                                                         |  |  |                                                |                                                |                                                |  |
|  | | | Kairi | Kairi              | Pin          |                                                                         |                                                                         |                                                                         |  |  |                                                |                                                |                                                |  |
|  | 3 | Kairi | Kairi | Kairi              | Pin          | Bye                                                                     |                                                                         |                                                                         |  |  |                                                |                                                |                                                |  |
|  | 3 | Kairi | |                    |              |                                                                         |                                                                         |                                                                         |  |  |                                                |                                                |                                                |  |
|  | 6 | – | |                    |              |                                                                         |                                                                         |                                                                         |  |  |                                                |                                                |                                                |  |

## Reinados
Até 30 de abril de 2025, houve três reinados entre três campeãs. Kairi foi a campeã inaugural. Ela também é a campeã mais velha com 34 anos, enquanto Mayu Iwatani é a mais jovem com 30. O reinado de Kairi é o mais longo com 90 dias, enquanto o reinado de Mercedes Moné é o mais curto com 64 dias.
Syuri é a atual campeã em seu primeiro reinado. Ela conquistou o título ao derrotar Mayu Iwatani no All Star Grand Queendom em 27 de abril de 2025, em Yokohama, Japão.
| Nº          | Ordem de reinados na história.            |
| Reinado     | O número de reinados de cada lutadora.    |
| Localização | A cidade em que o título foi conquistado. |
| Evento      | O evento em que o título foi conquistado. |
| Defesas     | Número de defesas bem-sucedidas.          |

| Nº | Campeã        | Mudança de campeã       | Mudança de campeã       | Mudança de campeã         | Estatísticas do reinado | Estatísticas do reinado | Estatísticas do reinado | Notas | Ref.   |
| Nº | Campeã        | Data                    | Evento                  | Local                     | Reinado                 | Dias                    | Defesas                 | Notas | Ref.   |
| -- | ------------- | ----------------------- | ----------------------- | ------------------------- | ----------------------- | ----------------------- | ----------------------- | --- | ------ |
| 1  | Kairi         | 20 de novembro de 2022  | Historic X-Over         | Tóquio, Japão             | 1                       | 90                      | 1                       | Derrotou Mayu Iwatani nas final de um torneio de eliminação única de sete lutadoras para se tornar a campeã inaugural. | [ 11 ] |
| 2  | Mercedes Moné | 18 de fevereiro de 2023 | Battle in the Valley    | San José, Califórnia, EUA | 1                       | 64                      | 1                       | | [ 12 ] |
| 3  | Mayu Iwatani  | 23 de abril de 2023     | All Star Grand Queendom | Yokohama, Japão           | 1                       | 735                     | 9                       | | [ 13 ] |
| 4  | Syuri         | 27 de abril de 2025     | All Star Grand Queendom | Yokohama, Japão           | 1                       | 3+                      | 0                       | | [ 14 ] |